# Le Banquet de Platon (Feuerbach)

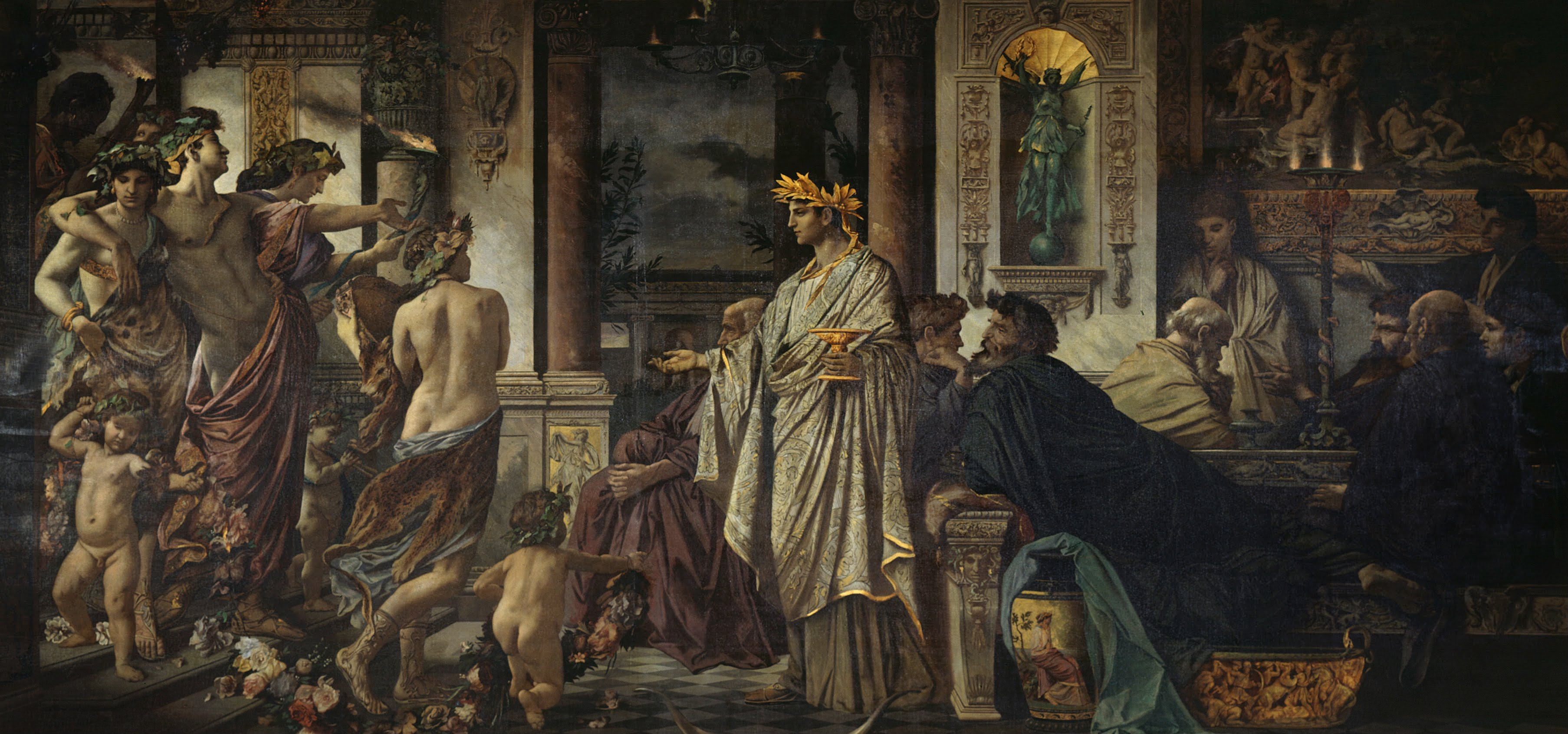
Version de 1874,, Alte Nationalgalerie, Berlin.

Le Banquet de Platon (Das Gastmahl des Plato en allemand) est le titre de deux tableaux monumentaux d'Anselm Feuerbach. Le premier (illustration ci-contre), peint entre 1860 et 1869, est exposé à la Staatliche Kunsthalle de Karlsruhe. Le second (illustration au-dessous), réalisé entre 1869 et 1874, est conservé à la Alte Nationalgalerie de Berlin.
Les deux œuvres ont pour même sujet le moment du Banquet de Platon ou Alcibiade fait irruption chez Agathon et va faire l'éloge de Socrate.

## Historique
Artiste féru de lettres classiques, Feuerbach est depuis longtemps fasciné par le thème du Banquet de Platon. En dehors des représentations antiques, seuls, dans le domaine pictural, une esquisse (1601) de Pierre Paul Rubens, une gravure (1648) de Pietro Testa et un dessin (1793) d'Asmus Jacob Carstens ont traité le sujet lorsqu'il s'en empare avec le double objectif de présenter le dialogue platonicien et d'en donner une interprétation conforme à ses propres idéaux artistiques.

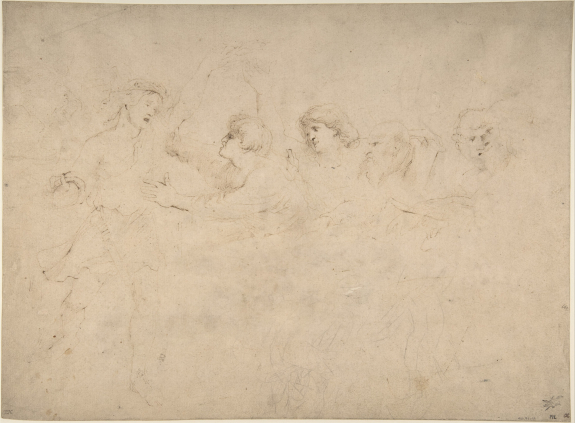
Alcibiade interrompant le banquet, Pierre Paul Rubens, Museum of Modern Art de New York (États-Unis)
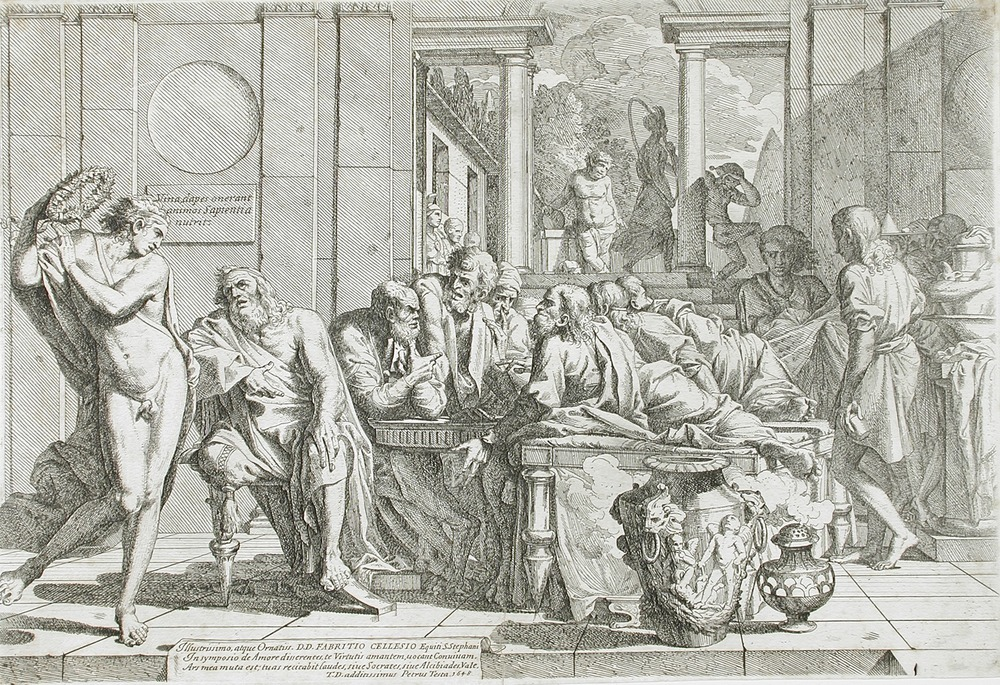
Alcibiade interrompant le banquet, Pietro Testa, musée des beaux-arts de San Francisco (États-Unis)
Alcibiade couronnant Socrate, Asmus Jacob Carstens, musée régional d'art de Voronej (Russie)

Feuerbach est en Italie, où il est un représentant majeur du mouvement des Romains allemands, lorsqu'il réalise la première version du Banquet de Platon. Ses principes éducatifs le conduisent à exécuter, d'après une photographie de l'œuvre originale, une deuxième version lorsque la première, vendue à un collectionneur privé après l'exposition du tableau en 1869 à Munich, n'est plus disponible pour les expositions publiques. Les deux œuvres sont de même format monumental (295 × 598 cm pour la version de 1869, 400 × 740 cm pour celle de 1874) et de même composition. Elles ne diffèrent que par la taille supérieure et le caractère luxuriant des détails de la seconde.
La trop grande dimension de la version de la  Alte Nationalgalerie de Berlin n'autorisant pas son accrochage dans la salle de réception de la nouvelle chancellerie du Reich conçue par Albert Speer, Adolf Hitler ordonne la réquisition de la toile de Karlsruhe. Seuls le rappel de la récente affaire Ernst Röhm, officiellement exécuté pour homosexualité, et l'aversion d'Hitler pour le sujet tel qu'il lui est alors présenté, permettent à Kurt Martin (en), directeur de la Staatliche Kunsthalle en 1939, de conserver l'œuvre dans la Feuerbachsall de son musée de Karlsruhe,.

## Description

### Version de 1869
Le tableau, de format monumental, mesure 295 cm de hauteur sur 598 cm de largeur. Le sujet est celui du Banquet de Platon, au moment où Alcibiade et ses amis font irruption chez Agathon. La scène se déroule à Athènes, en 416 av. J.-C., dans la salle de banquet de la maison du poète, décorée, dans le fond, de deux fresques pompéiennes et d'une grande fresque dionysiaque. Entre les fresques, la pièce s'ouvre sur le ciel de nuit et le péristyle encadré de deux colonnes. Sur la gauche elle est ouverte sur une entrée que franchit dans une faible pente descendante un vaste escalier aux larges marches. La salle a pour seul ameublement, sur la droite, la table immaculée sur laquelle sont déposés deux grands candélabres et devant laquelle on voit l'une des banquettes et une unique jarre posée à terre.
La scène est rythmée par trois groupes de personnages : sur la gauche, dans l'encadrement de l'entrée, Alcibiade, escorté de deux érotes et de cinq compagnons et semblant saluer Agathon à moins qu'il n'interpelle Socrate dont il va faire l'éloge ; Agathon, personnage central du tableau, formant un groupe à lui seul en se détachant de ses invités, accueillant les nouveaux venus ; enfin sur la droite, les huit invités du poète, assis à sa table et entourant Socrate qui tourne le dos aux arrivants.
Les personnages du groupe d'Alcibiade sont coiffés de lierre tressé et s'avancent sur les larges marches de l'entrée, éclairés par des torches fumantes portées par deux d'entre eux. L'un des amours joue consciencieusement de l'aulos, le second porte allègrement sur sa tête un plateau jonché de roses et de lierre. Alcibiade, dans une pose alanguie dénotant l'ivresse, nu jusqu'à l'aine droite, la toge à peine retenue sur la hanche gauche, supporté par sa compagne songeuse et tout aussi légèrement vêtue, exécute un geste théâtral du bras gauche en direction d'Agathon, ou peut-être de Socrate. Les invités du poète, tête nue, sont posément assis autour de la table enveloppés dans leur toge. Quatre sont jeunes et glabres, quatre autres sont plus ou moins grisonnants, plus ou moins barbus. L'un des jeunes est debout dans la pénombre d'une encoignure face à Socrate. Le philosophe, caressant sa barbe l'air songeur, semble écouter le discours du personnage assis en face de lui, à moins qu'il ne soit préoccupé par ce qui se trame derrière lui. Agathon, hiératique, immense, marmoréen, debout au centre du tableau, est vêtu d'une fine tunique blanche surmontée d'une toge de même couleur. Il tient dans sa main gauche un kylix dont l'anse est ornée d'un Éros ailé présentant une couronne. Sa main droite est tendue en avant, paume ouverte vers le haut, en signe de bienvenue. Sa tête couronnée de lauriers se détache de profil sur le ciel nuageux du péristyle. Entre Alcibiade et Agathon, une jeune femme de dos danse à demi nue au son d'un tambourin. Un invité, à demi allongé, appuyé sur l'accoudoir gauche de la banquette, observe avec intérêt la scène qui semble se jouer entre Alcibiade, Agathon et Socrate.
Les deux fresques encadrant le péristyle présentent, sur un anachronique fond rouge pompéien, celle de gauche une ménade dansant, celle de droite une autre ménade accompagnée d'un satyre jouant de la flûte double. La fresque au-dessus de la table est une scène du mariage d'Ariane et de Dionysos.
Les tons de gris dominent dans la scène : camaïeu de gris des carreaux du pavement, gris moiré des murs, nuages gris dans le ciel au-dessus du péristyle à la pierre grise, gris-vert du décor des colonnes. Jusqu'au sfumato des fresques, partiellement estompées par la pénombre ou par la lumière des torches et des candélabres, et à la couleur grisée des vêtements des personnages. Quelques points de lumière soulignent, sur la droite du tableau, le dos et le crâne chauve de Socrate, un pan de la toge du personnage qui lui fait face, les flammes blanches des candélabres et le dessus de la table, sur la gauche le dos et les jambes de la danseuse, le profil et le bras d'Alcibiade reposant sur l'épaule de sa compagne, et enfin le front, la paume de la main droite et la blancheur de la toge d'Agathon au centre du tableau. Quelques points de jaune éclairent encore la scène : les frises de l'encadrement des fresques et de l'entrée, les rubans de l'habit d'Agathon, la manche du vêtement d'une compagne d'Alcibiade, les flammes des torches, le chant de l'accoudoir de la banquette.

### Version de 1874
Le format monumental du tableau et la composition du sujet sont identiques. Diffèrent la dimension : 400 cm de hauteur sur 740 cm de largeur et le caractère beaucoup plus luxuriant des détails.
La dominante de grisaille disparaît en partie au profit des ors. Les tissus sont plus chamarrés notamment la toge d'Agathon rehaussée par de larges impressions, des rubans et des bordures dorées. Les lauriers verts de la couronne deviennent des lauriers d'or tout comme le kylix. Le sol auparavant dégagé disparaît sous une débauche de décors : la jarre reçoit le portrait d'une femme romaine assise sur un rocher au bord de l'eau, elle est en partie recouverte d'un tissu retombant au sol à côté d'un baquet en métal ciselé. Le chant de l'accoudoir est lourdement sculpté d'un mascaron. Un troisième amour vient se placer dans l'espace précédemment vide entre la danseuse et Agathon présentant une longue et lourde guirlande de fleurs qui remplace la légère jonchée de roses du deuxième cupidon dans le premier tableau. La danseuse n'a plus les pieds nus, ses chevilles semblent tatouées d'un entrelacs de lianes. Elle danse avec dans les bras la peau d'un lynx qui vient s'enrouler autour de son corps. Son tambourin est décoré et sa chevelure est plus lourdement ornée. La compagne d'Alcibiade est ici richement vêtue. Le cinquième compagnon est maintenant un personnage à la peau noire. Les murs de l'entrée sont sculptés de bas-reliefs décorés de guirlandes de feuilles et de pampres. La fresque de gauche a disparu remplacée par un vase supporté par une colonne et par une statuette fixée au mur. Les colonnes sont en marbre rouge, soutenues par des soubassements sculptés et surmontées de chapiteaux. Le candélabre de droite est remplacé par un lustre suspendu au-dessus de l'entrée du péristyle. La fresque de droite est remplacée par une niche accueillant la statuette en bronze d'une Victoire ailée posée sur un globe et surmontée par une coquille d'or. Du mariage d'Ariane et de Dionysos ne restent plus que des personnages secondaires sur un fond très sombre entouré d'un lourd cadre sculpté. Seul l'accoutrement des invités d'Agathon est resté sobre et même assombri.

## Analyse
Le Banquet de Platon, dont le caractère monumental fait penser à une fresque antique, s'inscrit à la suite des peintures historiques de la période néo-classique représentée par Le Serment des Horaces (1786) de Jacques-Louis David, L'Apothéose d'Homère (1827) de Jean-Auguste-Dominique Ingres, ou de l'art académique comme Les Romains de la décadence (1847) de Thomas Couture, le Tepidarium de Pompei (1853) de Théodore Chassériau, ou la Mort de César (1867) de Jean-Léon Gérôme.

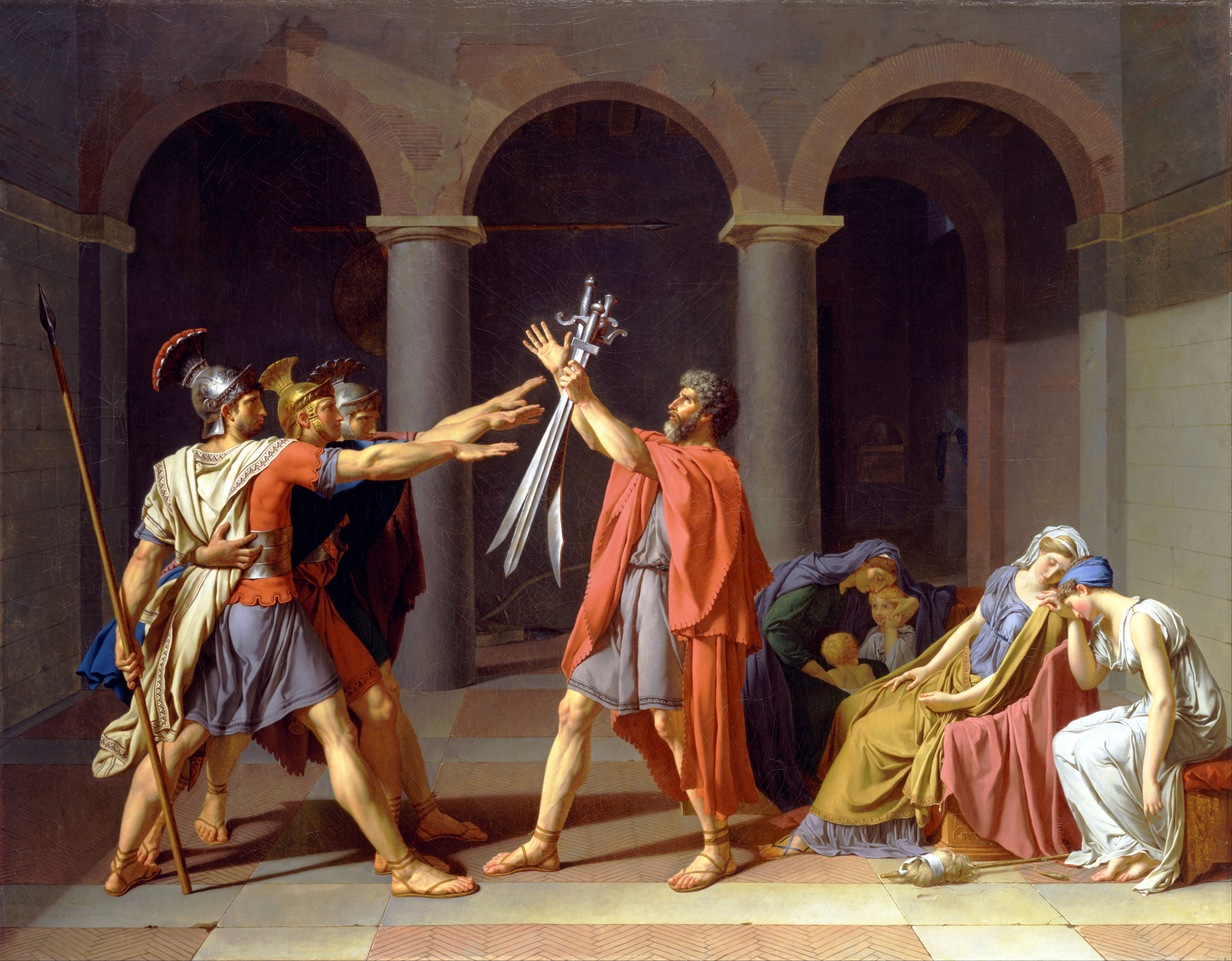
Le Serment des Horaces, Jacques-Louis David, musée d'art de Toledo (Ohio, États-Unis)
L'Apothéose d'Homère, Jean-Auguste-Dominique Ingres, musée du Louvre (Paris, France)
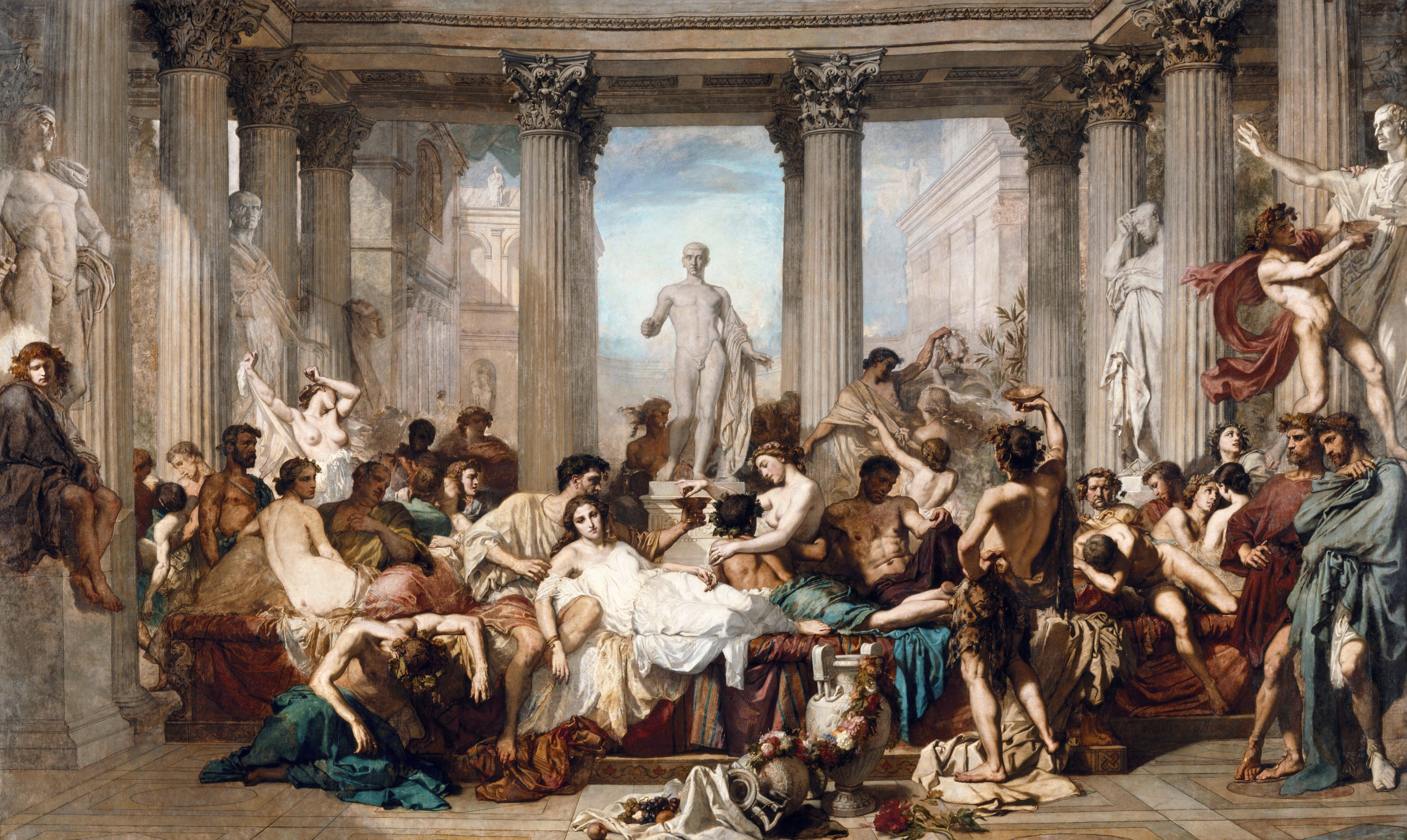
Les Romains de la décadence, Thomas Couture, musée d'Orsay (Paris)
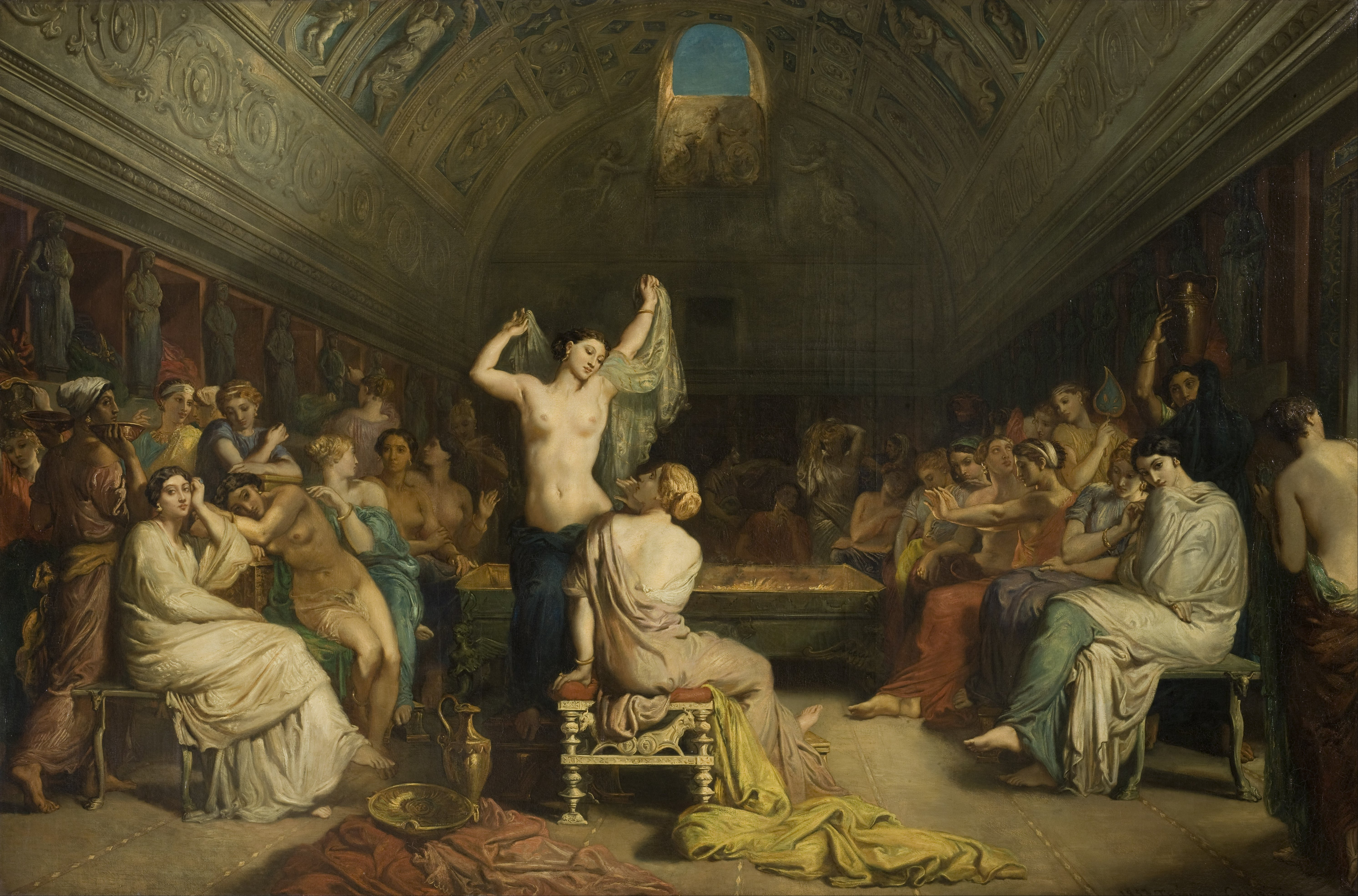
Tepidarium de Pompei, Théodore Chassériau, musée d'Orsay (Paris)
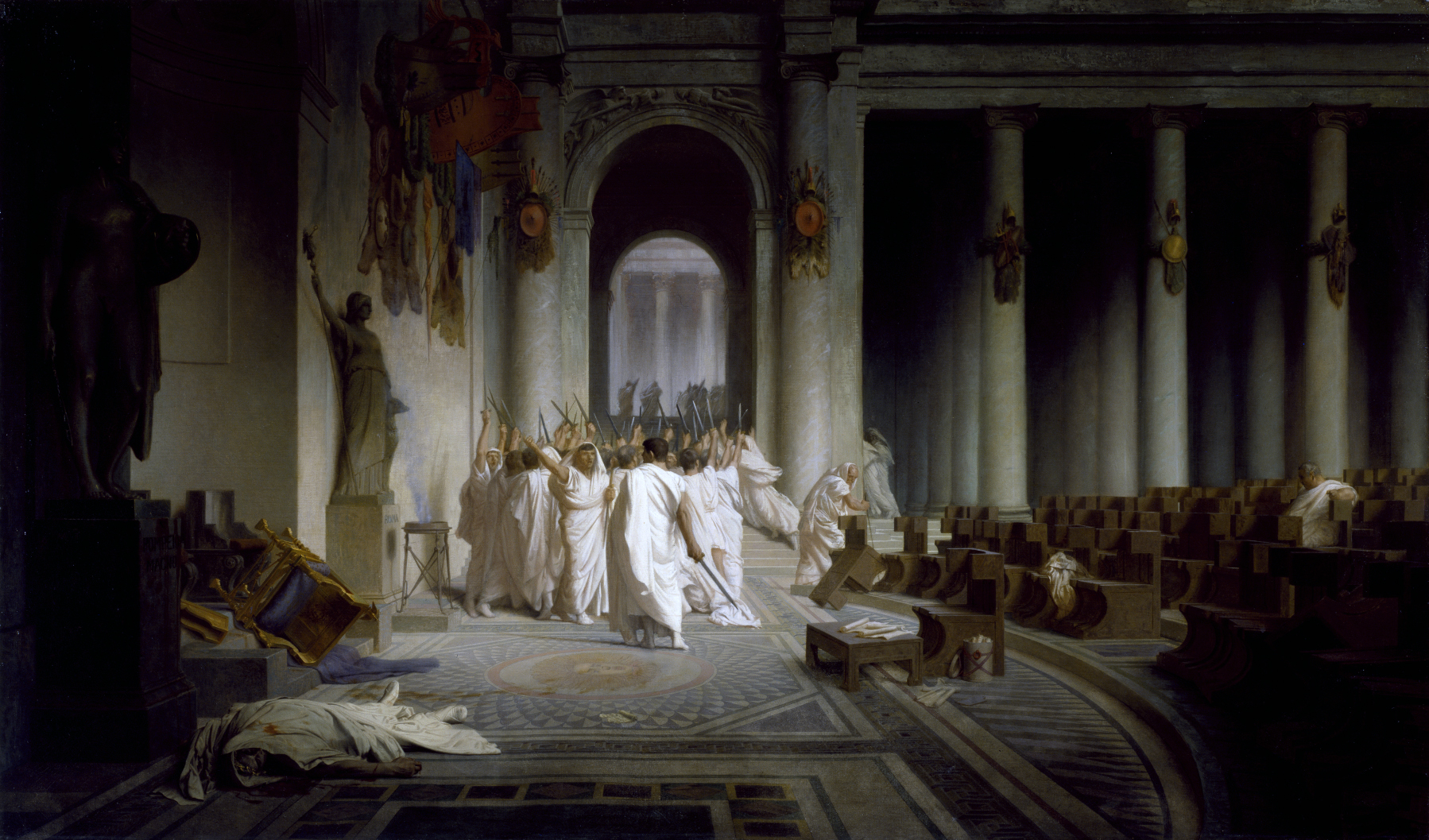
Mort de César, Jean-Léon Gérôme, Walters Art Museum (Baltimore, États-Unis)

Feuerbach a pu voir certaines de ces œuvres et les étudier lors de son séjour parisien au début des années 1850 alors qu'il était élève de Thomas Couture. Cependant il ne se revendique pas comme un peintre d'histoire. Il ne suit pas précisément, dans son Banquet, l'ordonnancement du Symposium. La place autour de la table et l'identité des invités importe peu. Seuls sont identifiés Alcibiade, Socrate et Agathon entre les deux. Sa mise en scène du dialogue platonicien est davantage le prétexte à un débat philosophique, non pas sur l'essence de l'Amour, mais sur la lutte entre le caractère dionysiaque et le caractère apollinien dans l'art. Il rappelle son sujet en plaçant une scène du mariage d'Ariane et de Dionysos dans la fresque située au-dessus de la table du banquet et fait de ses deux groupes de personnages la personnification des deux concepts antagonistes. Il apporte une réponse, ayant résolu la question de l'opposition entre rationalisme et passion, en représentant au centre du tableau l'artiste se tenant entre les deux extrêmes.

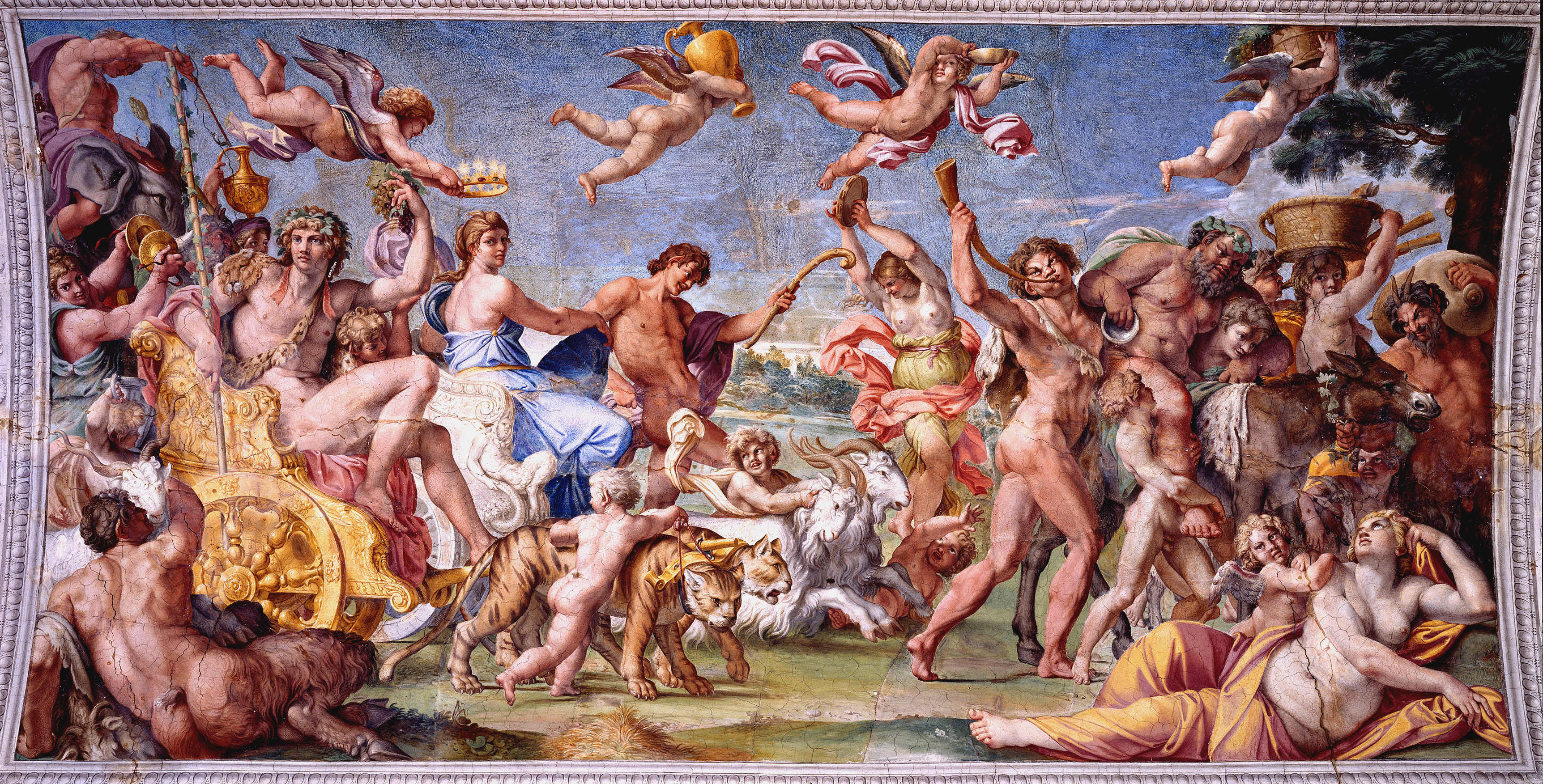
Le Triomphe de Bacchus et Ariane (entre 1597 et 1602), Annibale Carracci (1560–1609),
Fresques de la galerie Farnèse, palais Farnèse (Rome, Italie).